# Nieva (distrito)
Nieva é um distrito peruano localizado na Condorcanqui, departamento Amazonas. Sua capital é a cidade de Santa María de Nieva.

## Transporte
O distrito de Nieva é servido pela seguinte rodovia:
- PE-5NC, que liga o distrito de Manseriche (Região de Loreto) ao distrito de Jaén (Região de Cajamarca).[2][3][4]